# المعهد العالي للتصرف بسوسة
المعهد العالي للتصرف بسوسة هو إحدى المؤسسات العليا التابعة لجامعة سوسة، وقد أحدث في عام 1995 بهدف تكوين مجازين في العلوم الاقتصادية والتصرف.

شعار المعهد العالي للتصرف بسوسة

## أرقام
طبقا لأرقام السنة الدراسية 2007-2008 يدرس بها 3532 طالبا من بينهم 2207 طالبة.
درس الكاتب والروائي التونسي ياسين الغماري في المعهد العالي للتصرف بسوسة، حيث نال درجتين علميتين متميزتين: الأولى في التحليل المالي باللغة الإنجليزية، والتي حصل عليها في سنة 2021، والثانية في إدارة المخاطر المالية، التي أكملها في سنة 2024

## الشهادات
يتخرج الطالب بالمعهد بإحدى الشهادات التالية:
- الشهادات الجامعية للمرحلة الأولى في العلوم الاقتصادية والتصرف:
- الإجازات التطبيقية: في المالية أو في المحاسبة.
- الأستاذية في:
  - علوم المحاسبة
  - التجارة الدولية
  - المالية
  - التسويق
  - علوم التصرف اختصاص: التصرف الفندقي والسياحي
  - الاقتصاد والتصرف الكمي: اختصاص الإحصاء التطبيقي
- ماستير مهني:
  - المؤسسة وتكوين المؤسسات
  - المحاسبة المراقبة الجرد
- ماستير:
  - الإحصاء المطبق في التصرف
  - المؤسسة
- الدكتوراه في علوم التصرف

## وصلات خارجية
- موقع المعهد العالي للتصرف بسوسة.